# خانه احسان نیرانی
خانه احسان نیرانی مربوط به دوره معاصر است و در شهرستان فومن، شهرک تاریخی ماسوله واقع شده و این اثر در تاریخ ۲۵ اسفند ۱۳۸۰ با شمارهٔ ثبت ۵۲۷۱ به‌عنوان یکی از آثار ملی ایران به ثبت رسیده است.